# Ram (tank)
Ram byl kanadský křižníkový tank z druhé světové války. Jeho konstrukce byla stavěna na bázi amerického středního tanku M3 Lee. Tank vznikl v důsledku toho, že Velká Británie nebyla v době vypuknutí války schopna produkovat tanky pro jinou potřebu, než byla vlastní. Proto začala kanadská firma Montreal Locomotive Works práce na kanadském tanku, který vycházel z podvozku americké konstrukce tanku M3 Lee. Na rozdíl amerického stroje byla hlavní výzbroj tanku Ram umístěna v plně otočné věži. Ram Mk. I disponoval dvouliberním 40mm kanónem, zatímco varianta Mk. II měla jako hlavní výzbroj kanón šestiliberní (ráže 57 mm). První prototyp byl vyroben roku 1941, do roku 1943 bylo vyprodukováno 1948 kusů tanků v různých obměnách.
Ram nebyl příliš využíván, Kanadské jednotky používaly americké tanky M4 Sherman.